# Nicolae Bălcescu, Bacău
Nicolae Balcescu là một xã thuộc hạt Bacău, România. Dân số thời điểm năm 2002 là 10269 người.